# Schubert (cràter)
Schubert és un cràter d'impacte en el planeta Mercuri de 190 km de diàmetre. Porta el nom del compositor austríac Franz Schubert (1797-1828), i el seu nom va ser aprovat per la Unió Astronòmica Internacional el 1976.